# Норов, Андрей Алексеевич
Андре́й Алексе́евич Но́ров (укр. Андрій Олексійович Норов, позывной — Космос; 6 июня 1977, Кировоград — 13 марта 2022, Киевская область) — украинский военнослужащий, капитан, участник российско-украинской войны. Герой Украины (2022, посмертно).

## Биография
Родился 6 июня 1977 года в городе Кировограде. Учился в местной школе № 1. Получил экономическое образование.
В 2002 году переехал на постоянное место жительство в Киев. Являлся активным участником Оранжевой Революции, Евромайдана, Революции достоинства. В 2016 году отбыл добровольцем в зону проведения АТО.
В начале российского вторжения в Украину в 2022 году спланировал и организовал оборону Киевской ГЭС.
В ночь на 12 марта 2022 года для недопущения прорыва и с целью укрепления обороны подразделений 72-й отдельной механизированной бригады направлен усиленный взвод мотопехотного батальона во главе с Андреем Норовым. 13 марта во время эвакуации раненых Андрей Норов получил ранения, несовместимые с жизнью. Похоронен 7 апреля в Кропивницком.

## Награды
- Звание «Герой Украины» с удостоением ордена «Золотая Звезда» (2022, посмертно) — за личное мужество и героизм, проявленные в защите государственного суверенитета и территориальной целостности Украины, верность военной присяге.

- Медаль «За военную службу Украине» (январь 2019) — за личное мужество и отвагу, проявленные в защите государственных интересов, укрепление обороноспособности и безопасности Украины.

- Орден «За мужество» III степени (18 марта 2020) — за личное мужество и самоотверженные действия, проявленные в защите государственного суверенитета и территориальной целостности Украины, верность военной присяге[3].

## Память
12 декабря 2024 года в Соломенском районе города Киева улица Пржевальского переименована в честь Андрея Норова.